# Prinses Juliana (Schiff, 1932)
Die Prinses Juliana war eine Doppelendfähre der niederländischen Reederei Provinciale Stoombootdiensten in Zeeland, die das Schiff im Fährverkehr auf der Schelde einsetzte.

## Geschichte
Die Fähre war nach der ein paar Jahre zuvor in Dienst gestellten Koningin Wilhelmina die zweite Doppelendfähre der Reederei. Das Schiff wurde Ende 1930 bestellt und unter der Baunummer 176 von der Werft Rotterdamsche Droogdok Maatschappij in Rotterdam gebaut. Die Kiellegung erfolgte am 2. April 1931. Getauft wurde das Schiff am 12. Oktober 1931. Die Fähre wurde am 14. Februar 1932 an die Reederei abgeliefert und auf der Strecke zwischen Vlissingen und Breskens in Dienst gestellt.
Die Fähre wurde im Zweiten Weltkrieg am 18. Mai 1940 in Breskens von den sich vor den vorrückenden deutschen Truppen zurückziehenden französischen Truppen versenkt. Das Wrack wurde am 15. August des Jahres gehoben und zur Reparatur zur Werft De Schelde in Vlissingen gebracht. Die Reparatur wurde vorsätzlich verzögert, um zu verhindern, dass die Fähre den deutschen Besatzern in die Hände fällt. Die sich zurückziehenden Truppen der Wehrmacht versenkten das Schiff im Oktober 1944 erneut.
Nach dem Zweiten Weltkrieg wurde die Fähre wieder gehoben, aber nicht mehr repariert. Teile des Schiffes wurden beim Bau anderer Fähren verwendet. So wurde die Hauptmaschine bei der Reparatur der Prins Hendrik verwendet und die Hilfsdiesel in die bei De Schelde gebaute PSD-Fähre Koningin Juliana eingebaut. Da bald klar wurde, dass Teile des Rumpfes für die größeren Neubauten nicht mehr gebraucht werden könnten, wurde die Fähre Anfang der 1950er-Jahre verschrottet.

## Technische Daten und Ausstattung
Der Antrieb des Schiffes erfolgte dieselelektrisch. Die Fähre war die erste dieselelektrisch angetriebene Fähre der Reederei. Für die Stromerzeugung stand ein Zweitakt-Achtzylinder-Dieselmotor von Werkspoor-Sulzer mit 1600 PS Leistung zur Verfügung, der einen Generator antrieb. Die beiden Antriebsmotoren befanden sich außerhalb des Maschinenraums an den beiden Enden der Fähre. Beide Propeller konnten gegeneinander drehen. Dies kam der Manövrierfähigkeit der Fähre zugute, die sich dadurch um die eigene Achse drehen konnte.
Für die Stromerzeugung für den Bordbetrieb standen drei von Deutz-Dieselmotoren angetriebene Generatoren zur Verfügung.
Die Fähre verfügte über ein durchlaufendes Fahrzeugdeck, das größtenteils von den Decksaufbauten überbaut war. Zusätzlich zu den Zufahrten an beiden Enden verfügte die Fähre auf einer Seite auch über zwei seitliche Pforten, um auch auf Strecken eingesetzt werden zu können, auf denen Fahrzeuge über seitliche Rampen auf das Schiff gelangten. Oberhalb des Fahrzeugdecks befand sich das Deck mit den Einrichtungen für die Passagiere, auf das an beiden Enden jeweils ein Steuerhaus aufgesetzt war.